# Javier Sánchez Serna
Javier Sánchez Serna, né le 23 juillet 1985, est un homme politique espagnol membre de Podemos.
Il est élu député de la circonscription de Murcie lors des élections générales de décembre 2015.

## Biographie

### Profession
Javier Sánchez Serna est titulaire d'une licence en philosophie et d'un master en sociologie appliquée.

### Parcours politique
Il est membre du conseil citoyen de Murcie et national de Podemos.
Le 20 décembre 2015, il est élu député pour Murcie au Congrès des députés et réélu en 2016.